# Jovan Đolić
Jovan Đolić (Zrenjanin, 21. siječnja 1962.), srbijanski kajakaš. Nastupao je za Jugoslaviju.
Na svjetskom prvenstvu 1985. osvojio je brončanu medalju u kategoriji K–2 1.000 m.
Bio je član Begeja iz Zrenjanina i Belišća.